# FEniCS

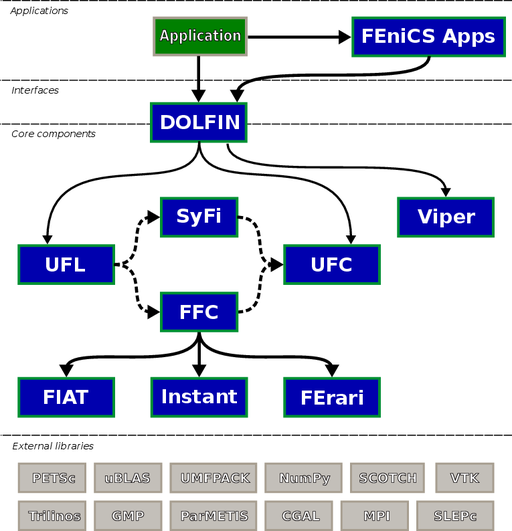
FEniCS interactie

FEnics is een gratis, open-source pakket voor het automatisch en efficiënt oplossen van differentiaalvergelijkingen door middel van de eindige-elementenmethode.
Het FEniCS project is in 2003 opgezet als een samenwerkingsverband tussen University of Chicago en Chalmers University of Technology. Anno 2012 zijn onderstaande instituten betrokken:
- Argonne National Laboratory (Chicago, USA)
- Chalmers tekniska högskola (Göteborg, Zweden)
- Technische Universiteit Delft (Delft, Nederland)
- Kungliga Tekniska högskolan (Stockholm, Zweden)
- Simula Research Laboratory (Oslo, Noorwegen)
- University of Cambridge (Cambridge, VK)
- University of Chicago (Chicago, USA)